# Mastacembelus shiranus
Mastacembelus shiranus là một loài cá thuộc họ Mastacembelidae. Chúng được tìm thấy ở Malawi, Mozambique, và Tanzania. Các môi trường sống tự nhiên của chúng là sông và hồ nước ngọt.